# Bandinello Sauli
Bandinello Sauli, detto anche Bendinello o Bendinelli (Genova, 1484 circa – Monterotondo, 29 marzo 1518), è stato un cardinale e vescovo cattolico italiano.

## Biografia
Nacque a Genova attorno al 1484 da una famiglia patrizia. Entrò nella Curia romana come protonotario apostolico de numero participantium e abbreviatore.
Fu nominato vescovo di Malta dal 1506, nel 1509 fu trasferito alle sedi unite di Gerace e Oppido Mamertina.
Papa Giulio II lo creò cardinale nel concistoro del 10 marzo 1511 e il 17 marzo dello stesso anno ricevette la diaconia di Sant'Adriano al Foro nel concistoro del 10 marzo 1511. Optò il 24 ottobre dello stesso anno per il titolo di Santa Sabina e il 18 luglio 1516 per quello di Santa Maria in Trastevere.
Fu anche amministratore apostolico della diocesi di Albenga dal 5 agosto 1513 al 19 novembre 1517.
Accusato di aver tramato con il cardinale Alfonso Petrucci per avvelenare papa Leone X, il 22 giugno 1517 fu privato dei suoi onori dal pontefice e rinchiuso in Castel Sant'Angelo, ma fu assolto poco tempo dopo e ripristinato nei suoi titoli dal 31 luglio dello stesso anno.
Morì ancora giovane il 29 marzo 1518, forse avvelenato dai partigiani di Leone X. Fu sepolto nella basilica di Santa Maria in Trastevere.

## Ascendenza
|                                     |   |                   | Genitori       |  |  | Nonni |  |  | Bisnonni       |  |  | Trisnonni        |  |
|                                     |   |                   |                |  |  |       |  |  | Pasquale Sauli |  |  | Bandinello Sauli |  |
|                                     |   |                   |                |  |  |       |  |  | Pasquale Sauli |  |  | Bandinello Sauli |  |
|                                     |   | Teodora Usodimare |                |  |  |       |  |  | Pasquale Sauli |  |  |                  |  |
| Bandinello Sauli, marchese di Chios |   |                   |                |  |  |       |  |  | Pasquale Sauli |  |  |                  |  |
|                                     |   | Clarissa Spinola  | Pietro Spinola |  |  |       |  |  |                |  |  |                  |  |
|                                     |   | Clarissa Spinola  | Pietro Spinola |  |  |       |  |  |                |  |  |                  |  |
|                                     |   | Clarissa Spinola  | …              |  |  |       |  |  |                |  |  |                  |  |
| Pasquale Sauli                      |   | Clarissa Spinola  |                |  |  |       |  |  |                |  |  |                  |  |
|                                     |   | Andalò Maruffo    | …              |  |  |       |  |  |                |  |  |                  |  |
|                                     |   | Andalò Maruffo    | …              |  |  |       |  |  |                |  |  |                  |  |
|                                     |   | Andalò Maruffo    | …              |  |  |       |  |  |                |  |  |                  |  |
| Caterina Maruffo                    |   | Andalò Maruffo    |                |  |  |       |  |  |                |  |  |                  |  |
|                                     |   | …                 | …              |  |  |       |  |  |                |  |  |                  |  |
|                                     |   | …                 | …              |  |  |       |  |  |                |  |  |                  |  |
|                                     |   | …                 | …              |  |  |       |  |  |                |  |  |                  |  |
| Bandinello Sauli                    |   | …                 |                |  |  |       |  |  |                |  |  |                  |  |
|                                     | … | …                 |                |  |  |       |  |  |                |  |  |                  |  |
|                                     | … | …                 |                |  |  |       |  |  |                |  |  |                  |  |
|                                     | … | …                 |                |  |  |       |  |  |                |  |  |                  |  |
| Giacomo Giustiniani Longo           | … |                   |                |  |  |       |  |  |                |  |  |                  |  |
|                                     |   | …                 | …              |  |  |       |  |  |                |  |  |                  |  |
|                                     |   | …                 | …              |  |  |       |  |  |                |  |  |                  |  |
|                                     |   | …                 | …              |  |  |       |  |  |                |  |  |                  |  |
| Mariola Giustiniani Longo           |   | …                 |                |  |  |       |  |  |                |  |  |                  |  |
|                                     |   | …                 | …              |  |  |       |  |  |                |  |  |                  |  |
|                                     |   | …                 | …              |  |  |       |  |  |                |  |  |                  |  |
|                                     |   | …                 | …              |  |  |       |  |  |                |  |  |                  |  |
| …                                   |   | …                 |                |  |  |       |  |  |                |  |  |                  |  |
|                                     |   | …                 | …              |  |  |       |  |  |                |  |  |                  |  |
|                                     |   | …                 | …              |  |  |       |  |  |                |  |  |                  |  |
|                                     |   | …                 | …              |  |  |       |  |  |                |  |  |                  |  |
|                                     |   | …                 |                |  |  |       |  |  |                |  |  |                  |  |